# Torrevecchia Pia
Torrevecchia Pia är en ort och kommun i provinsen Pavia i regionen Lombardiet i Italien. Kommunen hade 3 519 invånare (2018).